# Терентьев, Алексей Юрьевич
Алексей Юрьевич Терентьев (эст. Aleksei Terentjev; 13 мая 1977, Нарва, Эстонская ССР, СССР) — эстонский хоккеист, вратарь.

## Карьера
Начал заниматься хоккеем в родной Нарве. В середине девяностых вратарь переехал в Россию, где он защищал цвета выступавшего в Высшей лиге петербургского «Ижорца». В 2000 году вратарь получил полуторагодичную дисквалификацию, после отбытия которой Терентьев возобновил карьеру.
После сезона, проведенного в ступинском «Капитане», играл в Высшей латвийской лиге. В сезоне 2007/08 Терентьев вошел в число участников матча всех ее звезд. Завершил карьеру в «Нарве ПСК».
На протяжении многих лет Алексей Терентьев являлся основным вратарем в сборной Эстонии. Неоднократный участник Чемпионатов мира в первом и втором дивизионах.

## Достижения
- Победитель второго дивизиона чемпионата мира по хоккею с шайбой (1): 2002.
- Бронзовый призер первого дивизиона чемпионата мира по хоккею с шайбой (1): 2003.
- Серебряный призер второго дивизиона чемпионата мира по хоккею с шайбой (1): 2009.
- Лучший вратарь второго дивизиона чемпионата мира по хоккею с шайбой (1): 2002.
- Лучший вратарь группы B чемпионата мира по хоккею с шайбой (1): 1998.
- Бронзовый призёр чемпионата Латвии: 2003/04.